# Бозо

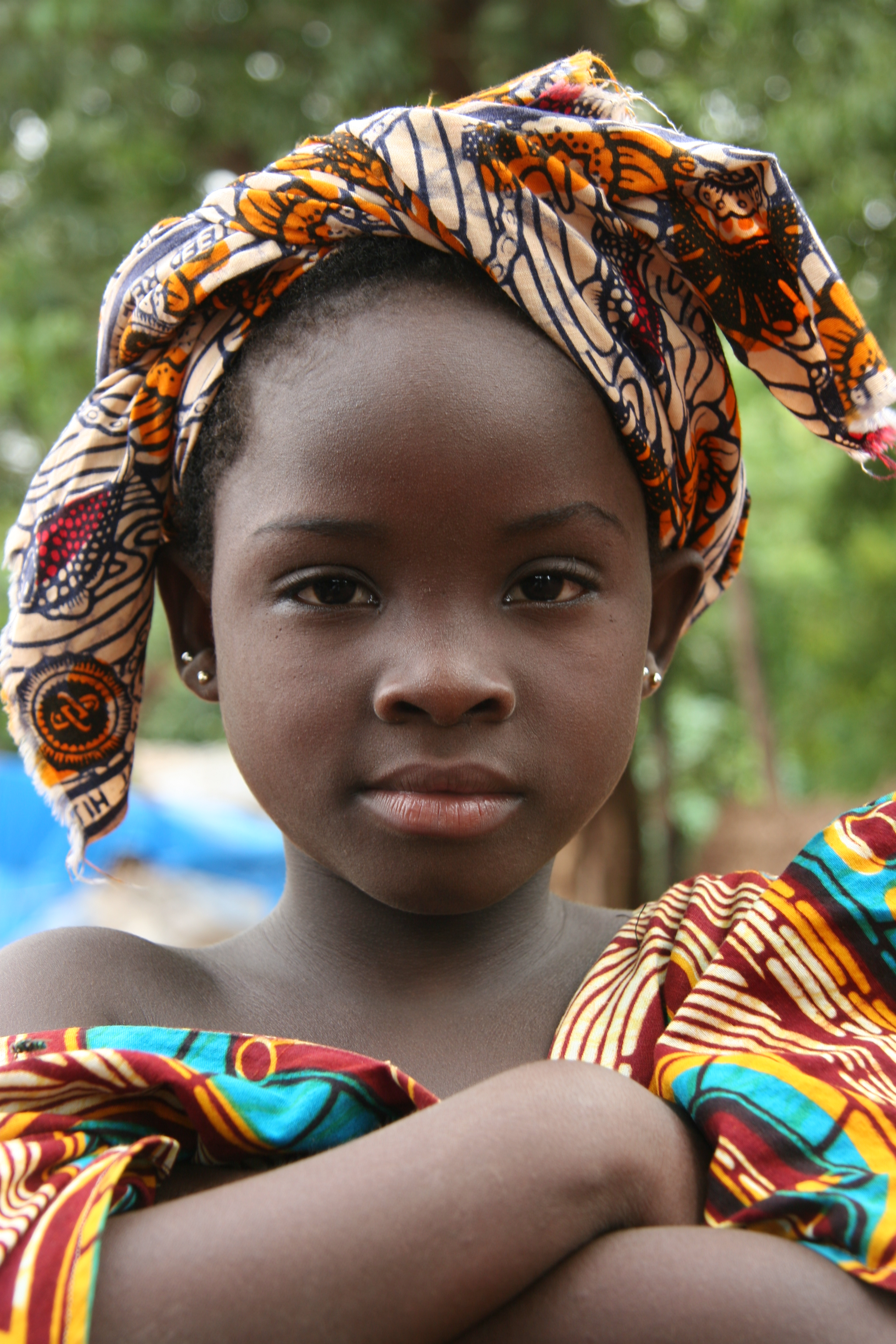
Девочка из народа бозо

Бозо́ (самоназвание: босо, сорко, сорого) — один из народов Мали. Разделяются на собственно бозо и сорко, живущих среди народа сонгай.

## История
Народу бозо приписывают наскальные рисунки, сделанные 6 тысячелетий назад. Однако, их современная история начинается с овладения берегом Нигера в империи Ганы в X веке. Бозо были основателями малийских городов Дженне и Мопти.
Существует предположение, что народ бозо возник от древних охотничьих групп, начавших вести оседлый образ жизни у берегов Нигера и постепенно сменивших охоту на рыболовство. В настоящее время рыболовство всё так же является их основным занятием, для которого они применяют разнообразные сети, верши и их системы, удочки, гарпуны, луки со стрелами. Свой улов бозо обменивают у соседей на другие продукты питания.

## Места проживания
Бозо проживают отдельными группами вдоль реки Нигер и его притоков. Часть групп живёт в иноэтнических поселениях, другая часть — во временных поселениях с этнической спецификой. Традиционным жилищем народа бозо является переносная круглая соломенная хижина.

## Язык
Язык бозо относится к семье языков манде нигеро-кордофанской семьи, лингвистически близок к сонике.

## Культура
Традиционными верованиями являются культы речных божеств, которые сохраняются и сейчас.
Характерной особенностью бозо является высокая социальная роль женщин, которые могут руководить деятельностью мужчин и строить отношения обмена с соседями. В настоящее время женщины этого народа часто выступают организаторами предпринимательской деятельности.